# Sint-Jozefkerk (Enschede)
De Sint-Jozefkerk is een rooms-katholieke kerk aan de Oldenzaalsestraat 115 in Nederlandse stad Enschede, aan de rand van de wijk Het Zeggelt en een voorbeeld van de Sint-Georgiusbasiliek te Almelo.
De kerk is in de jaren 1893 en 1894 gebouwd om kerkruimte te bieden aan de textielarbeiders die eind 19e eeuw in Enschede kwamen werken. Op 25 september 1894 is de kerk ingewijd door Petrus Matthias Snickers, de toenmalige aartsbisschop van Utrecht.
In verband met de toename van het aantal parochianen in de Sint Jacobusparochie kwam het kerkbestuur in maart 1890 met plannen voor een tweede R.K. kerk in Enschede op een deel van de tuin van de mevrouw Amelink. Het ontwerp van de nieuwe kerk werd opgedragen aan de bekende architect Joseph Cuypers (1861 – 1949)
Bijzonder is dat in het bestek een aantal voorstellen van de R.K. Timmerliedenvereeniging St. Joseph werden overgenomen. Er wordt aangenomen dat Alphons Ariëns hiervan de grote inspirator is geweest. Aantal zaken die zijn overgenomen zijn o.a.:
- Verbod op vloeken
- Dat er extra schriksteigers aangebracht zouden worden tijdens de bouw.
- De werklieden verzekerd werden tegen ongelukken (Tijdens de bouw is een arbeider van de steiger gevallen waarbij hij zich verwondde)
- Dat minimale lonen werden betaald (Voor metselaars 17 cent per uur, voor timmerman, loodgieter of stukadoor 16 cent per uur, verver en smid 14,5 cent per uur en voor sjouwer en opperman 13 cent per uur)
- Dat op bouwterrein normaal niet langer dan 11 uur per dag werd gewerkt.
- Dat op de bouwplaats goed drinkwater en behoorlijke privaten aanwezig zouden zijn.
- Betalingen op maandag zouden plaatsvinden.

De laagste inschrijver voor de bouw van de kerk zonder toren was aannemer J. Rodenrijs uit ’s Gravenhage voor ƒ 80.500,–. De optie met kerktoren boden ze aan voor ƒ 122.000,–. Rekening houdend met de inflatie zou dat vandaag de dag neerkomen op ca. €950.000,– voor de eerste optie en ca. 1,5 miljoen euro voor de optie met toren.
De kerk is gebouwd in de neogotische stijl en heeft drie beuken en zeven traveeën. De kerktoren staat tegen de voorgevel en is met 77 meter de hoogste kerktoren van Enschede. Het is ook het op een na hoogste gebouw van Enschede. Met een hoogte van 101 meter is alleen de in 2008 opgeleverde Alphatoren hoger.
Met ingang van september 2014 is de kerk het Eucharistisch Centrum van de Enschedese stadsparochie Sint-Jacobus de Meerdere.